# Aeolochroma albifusaria
Aeolochroma albifusaria là một loài bướm đêm trong họ Geometridae.

## Phân loài
- Aeolochroma albifusaria albifusaria (New Guinea)
- Aeolochroma albifusaria suffusa Prout, 1927 (Đảo Fergusson)